# Only Time
Only Time è un singolo composto dalla cantante e musicista irlandese Enya, pubblicato il 6 novembre 2000 come primo estratto dall'album A Day Without Rain.

## Descrizione
Only Time è senza dubbio uno dei brani più rappresentativi della cantante irlandese, caratterizzato da una melodia malinconica e coinvolgente, parla del tempo, l'unico capace di rimarginare le ferite più dolorose e di dare risposta a tutte le nostre domande.
Dopo un discreto successo ottenuto, alla fine del 2000, come singolo di lancio di A Day Without Rain, il singolo raggiunge una grande fama nell'autunno del 2001, quando dopo gli attacchi terroristici dell'11 settembre, il newyorkese Steve Golding pubblica una presentazione in Macromedia Flash con una collezione di foto di notizie degli attacchi e delle relative vittime, che incorpora la versione remixata di Only Time. La presentazione flash si diffonde rapidamente su Internet e alla fine conduce la canzone a ricevere un gran successo nelle radio. Poco dopo viene pubblicata una nuova edizione del singolo contenente un remix di S.A.F. con una revisione finale di Nicky Ryan.
Il singolo riscuote un grandissimo successo in tutto il mondo: raggiunge il primo posto in classifica in Canada, Germania e Svizzera ed è l'unico singolo di Enya ad aver raggiunto la Top 10 della classifica Billboard americana, in cui è rimasto tre settimane.
Da ottobre 2001 a febbraio 2002 il singolo ha venduto più di due milioni di copie divenendo il singolo di Enya di maggior successo commerciale.

## Video
Nel video musicale Enya attraversa quattro ambienti, che rappresentano le stagioni dell'anno: una pioggia in mezzo al verde per la primavera, un deserto di sabbia per l'estate, un vento che porta foglie secche per l'autunno e una tempesta di neve per l'inverno.
La cantante attraversa i vari scenari come un elemento della natura. 

## Cinema e televisione
La canzone è stata utilizzata come colonna sonora del film Sweet November - Dolce novembre interpretato da Charlize Theron e Keanu Reeves, ha fatto inoltre da sottofondo musicale in uno spot commerciale della casa automobilistica svedese Volvo con protagonista Jean-Claude Van Damme e nel corto Zero Gravity Split del regista Linh Mai, ispirato allo spot Volvo e interpretato di nuovo da Van Damme.

## Tracce

### Prima Edizione
1. Only Time – 3:38
2. The First of Autumn – 3:09
3. The Promise – 2:28

### Edizione Remix
1. Only Time (Remix) – 3:14
2. Oíche Chiúin (Silent Night) – 3:46
3. Willows on the Water – 3:00
4. Only Time – 3:37

## Successo commerciale
Il singolo ha ottenuto un discreto successo alla sua prima pubblicazione nel 2000, raggiungendo la 17ª posizione in Italia e la 32ª nel Regno Unito. Ma il vero successo giunge nell'autunno dell'anno successivo, quando il singolo raggiunge un grande successo in vari paesi:
- In Canada occupa per 2 settimane la 1ª posizione e per 10 settimane la 2ª.[15]
- In Germania occupa la 1ª posizione per 6 settimane consecutive ed ottiene il triplo disco d'oro per le oltre 750 000 copie vendute.[16][17]
- In Svizzera occupa la 1ª posizione per 3 settimane consecutive ed ottiene il disco d'oro per le oltre 20 000 copie vendute.[18][19]
- In Austria mantiene la 2ª posizione per 7 settimane consecutive ed ottiene il disco d'oro per le oltre 20 000 copie vendute.[20][21]

## Classifiche
| Paese                        | Posizione |
| ---------------------------- | --------- |
| Mondo                        | 16        |
| Austria                      | 2         |
| Belgio (Fiandre)             | 11        |
| Brasile                      | 12        |
| Canada                       | 1         |
| Francia                      | 51        |
| Germania                     | 1         |
| Italia                       | 17        |
| Paesi Bassi                  | 44        |
| Regno Unito                  | 32        |
| Svezia                       | 30        |
| Svizzera                     | 1         |
| Billboard Hot 100            | 10        |
| Billboard Adult Contemporary | 1         |
| Billboard Adult Pop Songs    | 1         |
| Billboard Pop Songs          | 11        |
| Billboard Radio Songs        | 9         |

### Classifiche di Fine Anno
| Paese (Anno)                           | Posizione |
| -------------------------------------- | --------- |
| Austria (2001)                         | 9         |
| Svizzera (2001)                        | 8         |
| Svizzera (2002)                        | 97        |
| Billboard Hot 100 (2001)               | 59        |
| Billboard New Age Digital Songs (2010) | 1         |

### Classifiche di Fine Decennio
| Paese    | Posizione |
| -------- | --------- |
| Germania | 99        |